# Khagen Mahanta
Khagen Mahanta (asamés: খগেন মহন্ত) fue un exponente de la música popular y tradicional de Assam. Khagen Mahanta era una persona notable en la música popular de Assam y conocido como el "Rey de Bihu". Sus canciones Bihu, Borgeet y otras canciones populares están siempre verde a la sociedad assamese. El artista junto con su esposa Archana Mahanta e hijo Angaraag Mahanta representan una de las familias más influyentes en la música de Assam. Falleció el 12 de junio de 2014.

## Primeros años
Khagen Mahanta nació en Nagaon, Assam, y sus padres fueron Harendra Nath Mahanta y Laxmipriya Deviin. Mostró su talento musical desde su infancia. A la edad de solo quince años comenzó a actuar en los conciertos de música en Shillong. Su voz fue muy aceptada por el público.

## Carrera
En 1958, él ganó la atención de Delhi Doordarshan (televisión) Center donde se estableció al año y tuvo la oportunidad de presentarse. Su programa fue muy apreciado por los espectadores.

## Muerte
Khagen Mahanta falleció de muerte súbita en su propia residencia en Guwahati el 12 de junio de 2014 por la tarde. El final llegó a las 3:40 p. m. de la tarde enviando ondas de choque a través del estado. A Mahanta le sobreviven su esposa Archana Mahanta e hijo Angaraag Mahanta. El gobierno estatal declaró una media de vacaciones en todo el estado el 13 de junio de 2014.